# Moederheil
Moederheil was een doorgangshuis voor ongehuwde moeders en hun kinderen, gevestigd aan de Valkenierslaan te Ginneken, Breda. De laatste jaren komen er steeds meer feiten aan het licht over ernstige misstanden bij gedwongen afstand van baby's vanuit dit tehuis. 

## Geschiedenis
Het werd in 1915 opgericht te Breda aan de Willemstraat voor de Sint-Magdalena-stichting en de RK Vereeniging tot Bescherming van Meisjes. Het was een initiatief van enkele gegoede Bredase vrouwen. Het werd geleid door de Kleine Zusters van de Heilige Joseph en was gericht op het werkelijke heil der ongehuwde moeders, waarmee vermoedelijk het zielenheil werd bedoeld en dat betekende in de tijdgeest van weleer, zoals dat in de stichtingsacte tot uitdrukking kwam:
- De ongehuwde moeder heeft gezondigd tegen God en tegen de Maatschappij. Liefst zoolang mogelijk voor de bevalling worden de ongehuwde moeders in het huis opgenomen; zoolang mogelijk, omdat de meisjes vooral voor de bevalling het meest geneigd zijn te luisteren naar vermaningen en goeden raad.

In 1924 verhuisde men naar Ginneken. Er kwam ook een reguliere kraamkliniek en in 1929 kwam er een opleiding voor kraamvrouwen. Natuurlijk was er ook een kapel, waar de "gevallen vrouwen" konden bidden voor hun "zonden". Na de tweede wereldoorlog kreeg Moederheil ook een afdeling voor gehuwde vrouwen. Het was vanaf toen ook in gebruik als "gewone" kraamkliniek.
Het ‘Doorgangshuis voor de Ongehuwde Moeder en haar kind’ van de R.K. Stichting Moederheil werd opgericht in 1921. Het was een doorgangshuis: een tehuis waar ongehuwde moeders tijdelijk werden opgenomen. Ze verbleven er een paar maanden voor de bevalling, bevielen in de kraamkliniek – die bij Moederheil aan huis was- en bleven daarna zeker ongeveer drie maanden om tot een oplossing te komen voor hun situatie. Stichting Moederheil werd opgericht met de doelstelling:
- ‘de zedelijke en maatschappelijke opheffing van gevallen meisjes èn het opleiden van R.K. vrouwen en meisjes tot kraamverpleegster en verzorgsters, alles met dien verstande dat iemand tot een andere godsdienstige gezindte behoorende, op dien grond niet zal worden afgewezen.’[1]

En zo was het ook halverwege de jaren vijftig van de twintigste eeuw: een combinatie van opvang en leerpraktijk. Het jaarverslag over 1955 gaf als doel voor de opvang in het doorgangshuis- het huis waar de moeders verbleven:
- ‘de instandhouding en versterking van de band tussen moeder en kind, zowel waar het natuurlijke als bovennatuurlijke verplichtingen betreft.’[2]

Moederheil eiste tot 1959 dat moeder en kind minstens drie maanden na de geboorte samen bleven in het tehuis zodat er borstvoeding gegeven kon worden en de hechting tussen moeder en kind op gang kwam. De gehele onderzoeksperiode bleef Moederheil een opvanghuis met een religieuze, Rooms Katholieke signatuur. Het bestuur was katholiek, de bisschop van Breda was hoe dan ook betrokken bij het tehuis; de financiering was gedeeltelijk door katholieke instanties, de ongehuwde moeders die werden opgevangen waren op een enkel geval na Rooms Katholiek; en de kinderen werden daags na de geboorte in de kapel van Moederheil gedoopt. Bovendien bestond de staf die het opvangwerk deed, de kinderen verzorgde en de gesprekken voerde met de moeders en hun omgeving, ook uit Rooms Katholieken. Tot 1962 zelfs grotendeels uit religieuzen, toen het tehuis nog werd geleid door de nonnen van de Kleine Zusters van de Heilige Joseph. Deze zusters waren niet vrij van oordelen over ongehuwd moederschap, maar hun dagelijkse omgang met de ongehuwde moeders en hun problemen was pragmatisch en ze vonden op religieuze gronden dat moeder en kind onlosmakelijk bij elkaar hoorden – ook als de moeder ongehuwd was.

## Valkenhorst
De jaren 1960 betekenden de geleidelijke terugtrekking van de zusters en hun taken werden overgenomen door leken. Men sloot zich aan bij het FIOM en kreeg sindsdien rijkssubsidie. De opvatting in de maatschappij omtrent ongehuwde moeders was milder geworden, maar er kwamen nieuwe doelgroepen. In 1975 werd het instituut omgedoopt tot Valkenhorst. Het werd een opvanghuis voor vrouwen in crisissituaties, feitelijk een Blijf van mijn Lijfhuis. De kapel werd omgebouwd tot mensa en in 1986 werd de kraamkliniek gesloten, aangezien deze functie voortaan in ziekenhuizen werd uitgevoerd. Vanaf 1988 kreeg de mensa de functie van Tafeltje-dek-je voor ouderen. De komst van diepvriesmaaltijden en magnetrons maakten deze maaltijden overbodig en in 1992 sloot ook deze activiteit. Bleef nog de kinderdagopvang. Deze startte in 1970 maar werd in 1993 eveneens overgeheveld naar andere instanties.
Valkenhorst kwam in deze jaren nog in het nieuws aangaande het recht van de kinderen om gegevens omtrent hun vader te verkrijgen. Aangezien aan de moeders ooit geheimhouding was beloofd, moest hier nog een gerechtelijke procedure aan te pas komen.
In 1995 verdween de instelling uit Ginneken. De gebouwen werden gesloopt en daarvoor in de plaats kwamen luxe appartementen.

## Misstanden
Het beeld dat aan de buitenwereld werd gepresenteerd van het "goede werk" in Moederheil, blijkt in werkelijkheid anders te zijn. In de afgelopen decennia hebben vele betrokkenen het stilzwijgen doorbroken over wat zich afspeelde binnen Moederheil en Valkenhorst. De actieve rol van vele voorvechters, belangengroepen en betrokkenen hebben (ernstige) misstanden aan het licht gebracht.  
De geheimhouding en opgelegde dankbaarheid voor de adoptie hebben levenslange generatieoverschrijdende trauma's tot gevolg gehad bij de betrokken afstandsmoeders en hun afgestane kinderen. De weggenomen kinderen werden geplaatst in pleeg- en adoptiegezinnen. 

## Maatschappelijke ontwikkelingen
Het narratief dat adoptie een redding is wordt tegengesproken door de realiteit. De psychische schade bij betrokkenen van gedwongen afstand en adoptie blijkt groter dan gedacht. Uit onderzoek is gebleken dat het risico op suïcide bij geadopteerden vier maal hoger ligt dan gemiddeld. Ook het beroep dat door afgestanen wordt gedaan op de geestelijke gezondheidszorg ligt vele malen hoger dan gemiddeld. 
Belangengroepen voor betrokkenen en voorvechters voeren al decennia lang strijd voor erkenning van het hen aangedane leed en verlangen dat de betrokken instellingen en (kerkelijke) autoriteiten verantwoording nemen voor hun rol van destijds. Langzaamaan ontstaat er  enige bewustwording binnen de Nederlandse politiek. De katholieke kerk binnen Nederland heeft zich tot dusver niet publiekelijk uitgesproken over haar rol in deze en verwijst naar de tijdsgeest, terwijl de tijdsgeest was gebaseerd op het christelijke fundament dat het gehuwde gezin de hoeksteen was van de samenleving. Ongehuwde moeders en hun onwettige kinderen pasten niet in dit religieuze wereldbeeld en werden daardoor maatschappelijk gestigmatiseerd.
In 2022 bracht Omroep Brabant de documentaire 'Het geheim van Moederheil' uit. Deze documentaire won de Gouden Regiohelden Award van 2022. 